# Kerkhof O.L.V. Koningin van de Vrede
Het Kerkhof O.L.V. Koningin van de Vrede is een rooms-katholieke begraafplaats aan de Ambachtsweg in de Drentse plaats Weiteveen. De naam van het kerkhof verwijst naar de nabijgelegen Maria Koningin van de Vredekerk.

## Geschiedenis
Op maandag 4 mei 1925 verdween het tabernakel uit de kerk. Het werd later teruggevonden in een greppel in het Bargerveen door twee spelende jongens. Op deze plaats heeft men een kruis geplaatst. Rondom dit kruis kwam later het parochiekerkhof. Voor het tabernakel is later een kapel gebouwd in het midden van de begraafplaats.

## Zusters Franciscanessen
Op een part deel van het kerkhof liggen de Zusters Franciscanessen begraven die in het nabijgelegen klooster hebben geleefd. De grafstenen zijn allemaal identiek en tonen de naam, de sterfdatum, de leeftijd, het aantal kloosterjaren en de tekst Hier rust in afwachting van de verrijzenis.

## Pastoor Veltman
De eerste pastoor van Weiteveen was monseigneur Petrus Johannes Veltman. Hij was in functie van 1917 tot 1966 en stierf in 1974. Veltman kreeg een prominente plek op een verhoging aan de rand van het kerkhof. Zijn grafmonument bestaat uit een houten kruis op een verhoging dat is omgeven door een muur en bereikbaar is via een stenen trap. De dekplaat op het graf toont een miskelk met een hostie dat is voorzien van een kruis.

## Kindergraven
Aan de rand van de begraafplaats staat een gedenksteen voor de ongedoopte kinderen uit de parochie die niet in gewijde grond mochten worden begraven. In de hoek van de begraafplaats ligt een eenzaam kindergraf uit 1959.

## Afbeeldingen

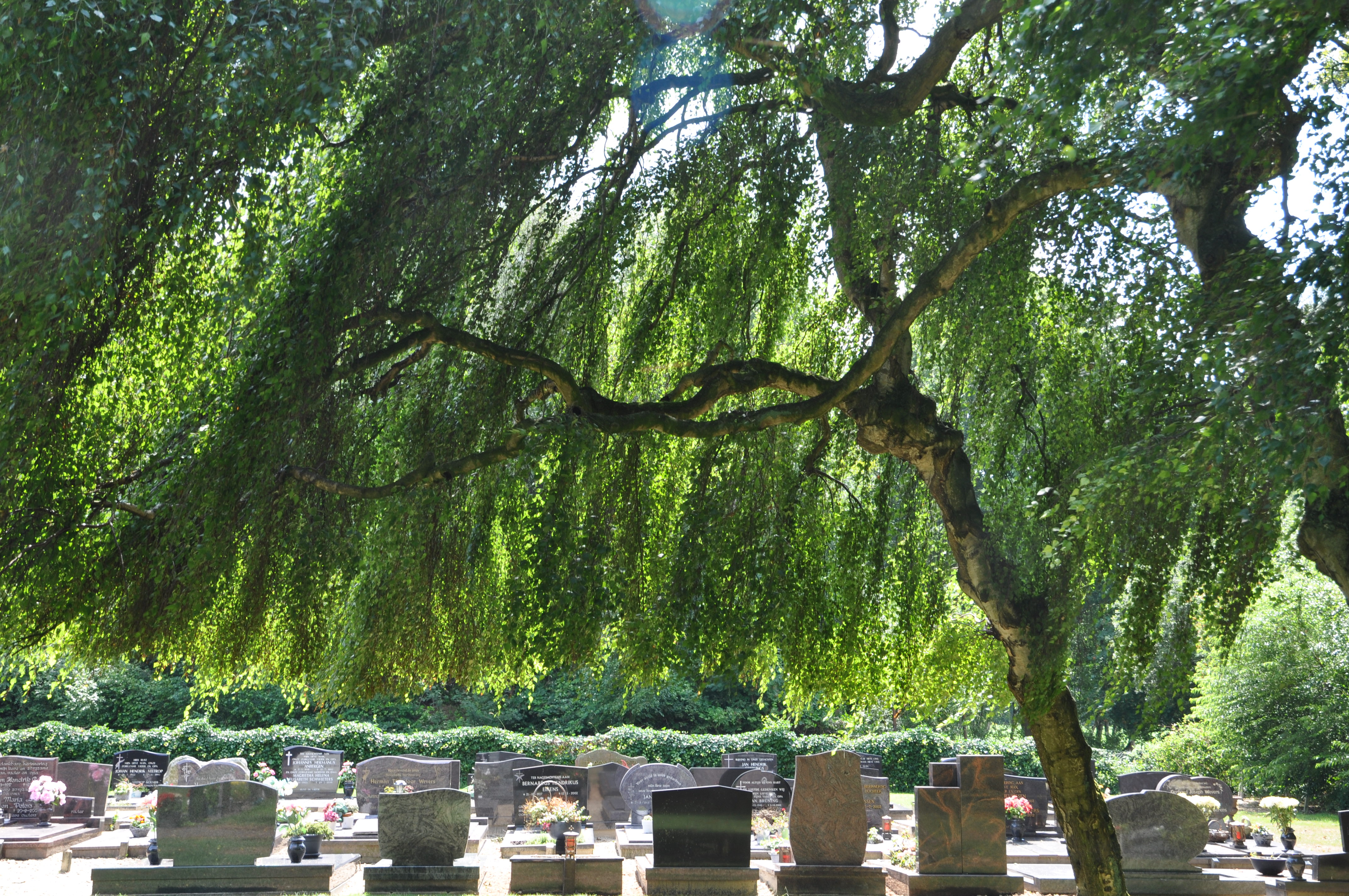
Graven en oude berk
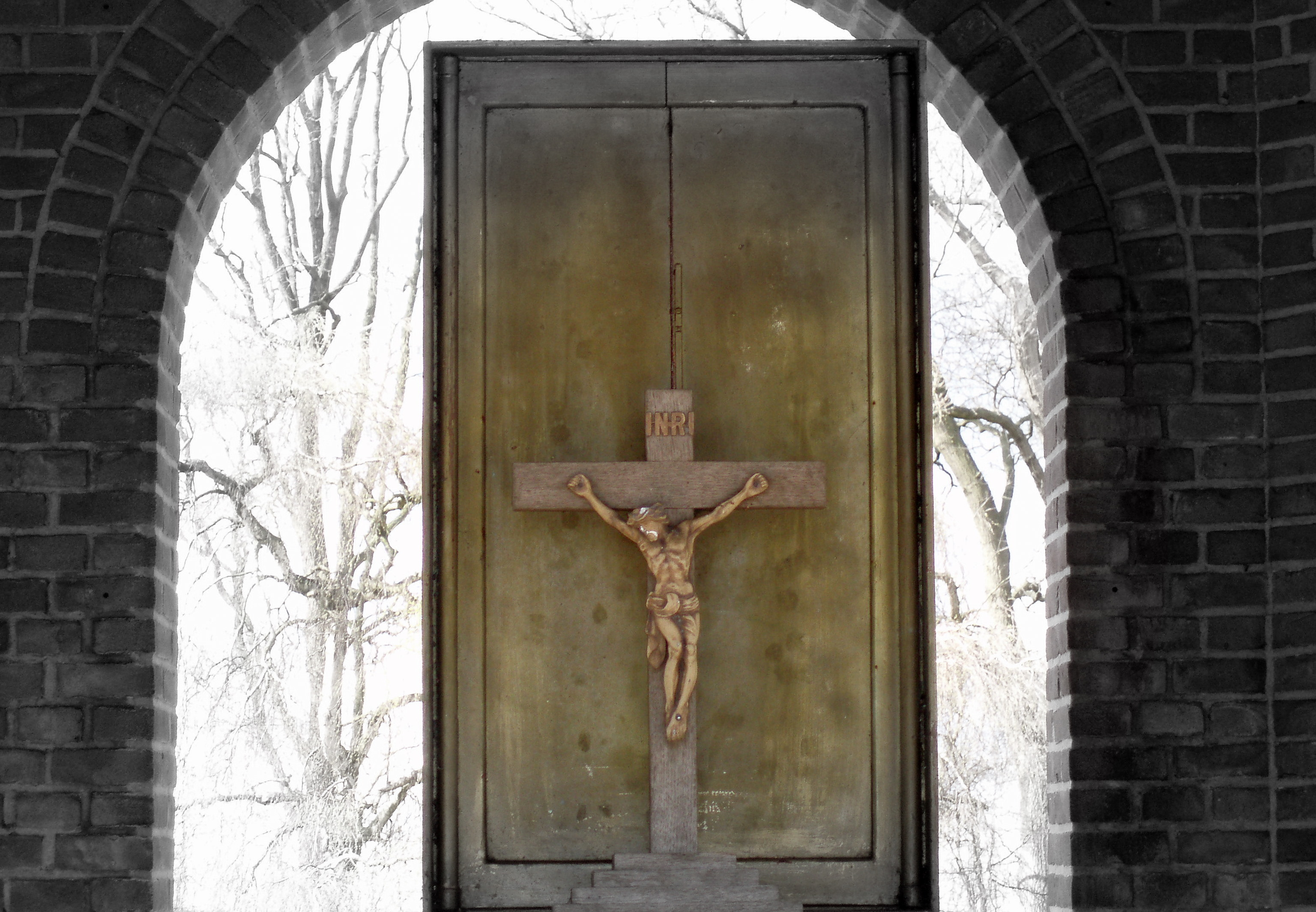
Het tabernakel dat in de kapel staat
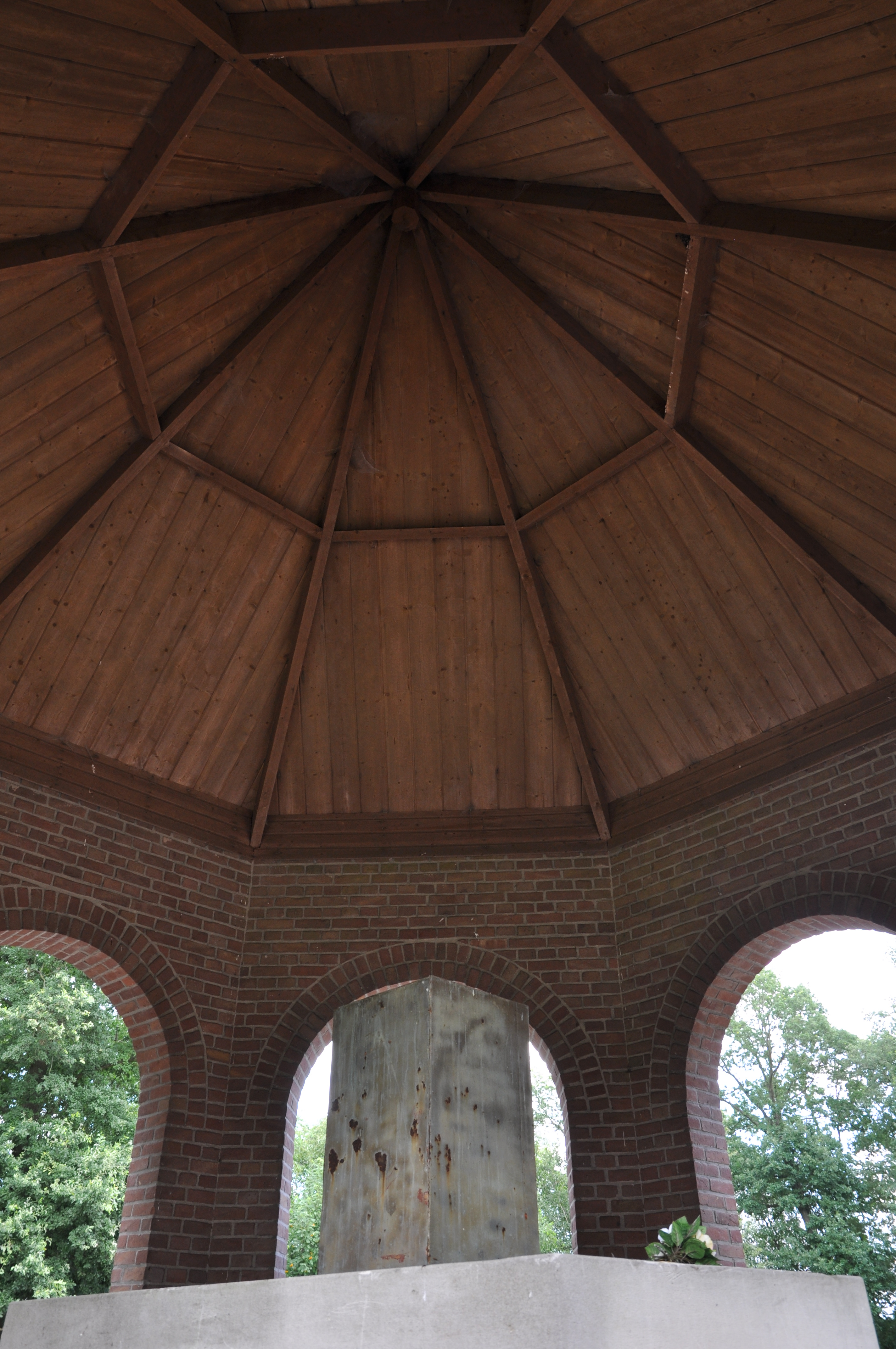
Tabernakel en dak van de kapel
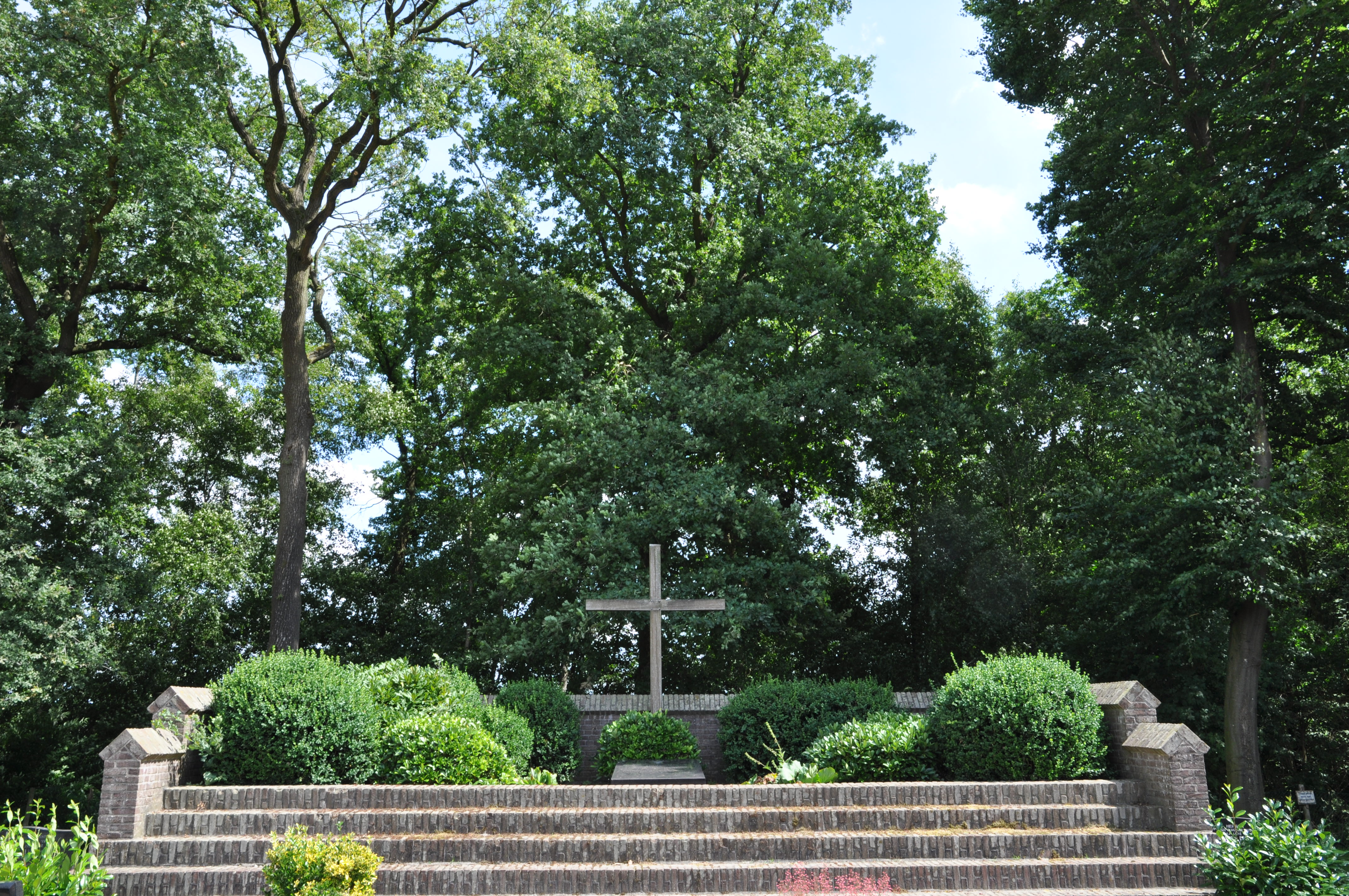
Grafmonument van monseigneur Veltman
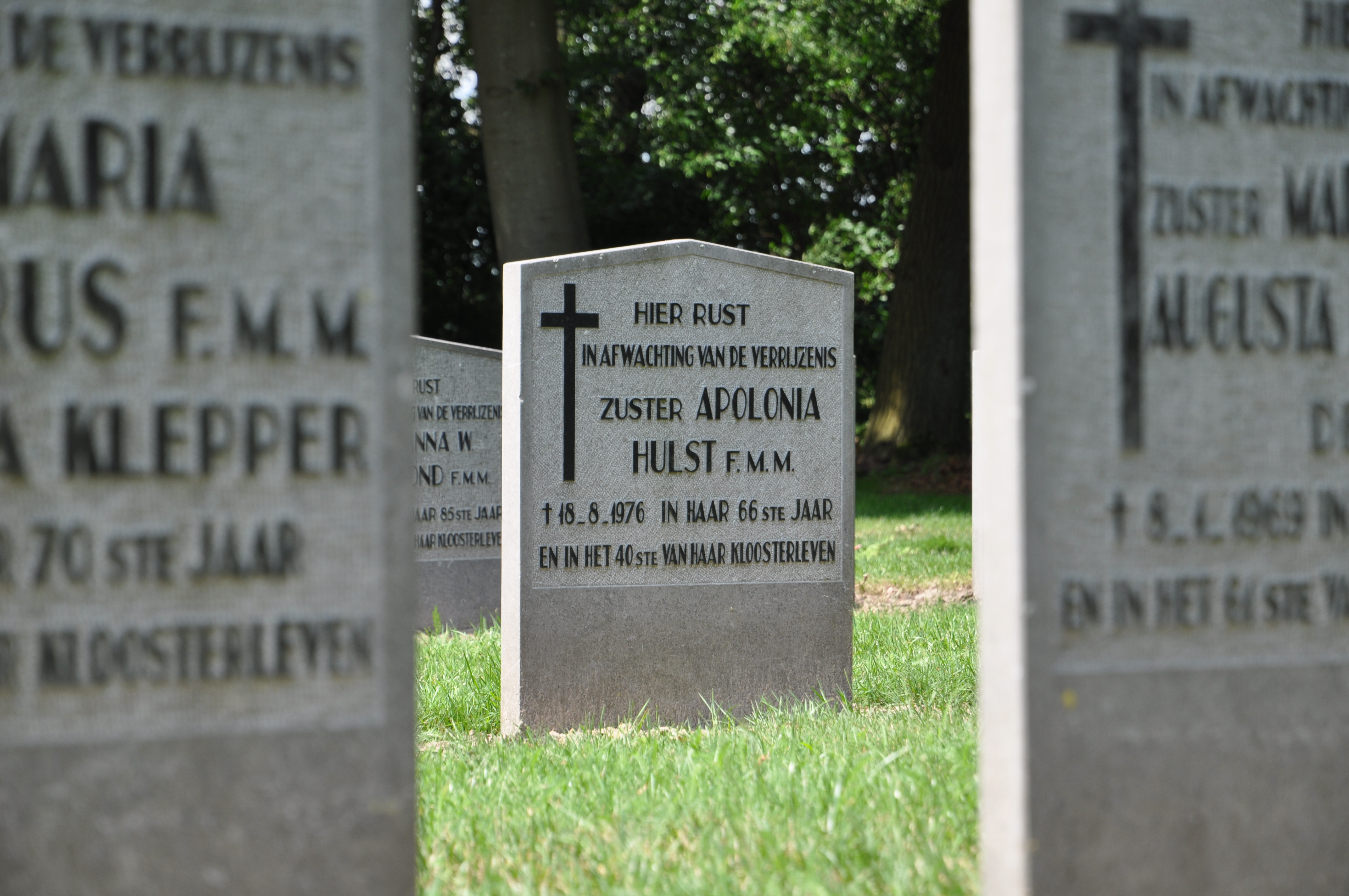
Graven van Zusters Franciscanessen
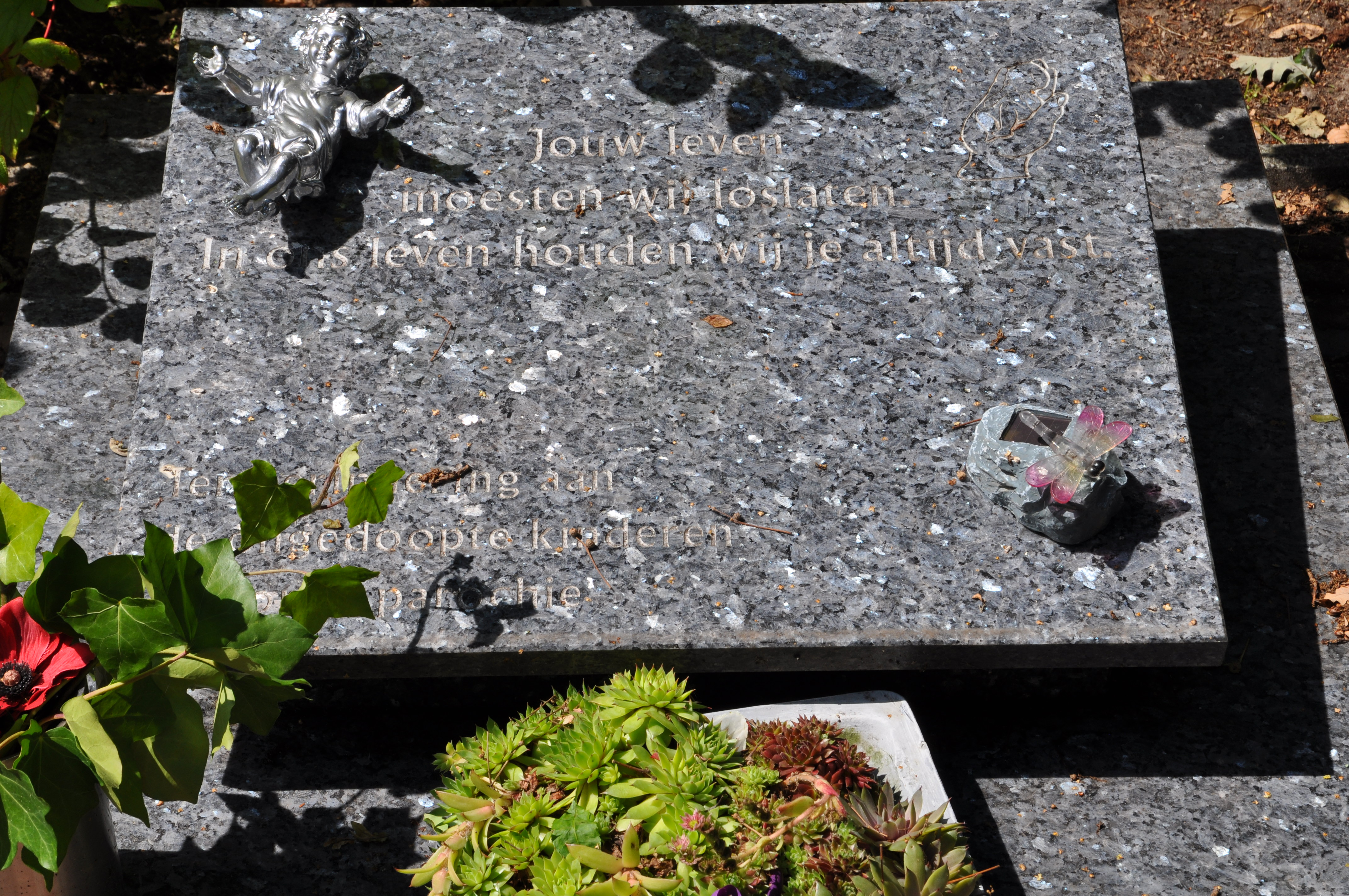
Monument voor de ongedoopte kinderen
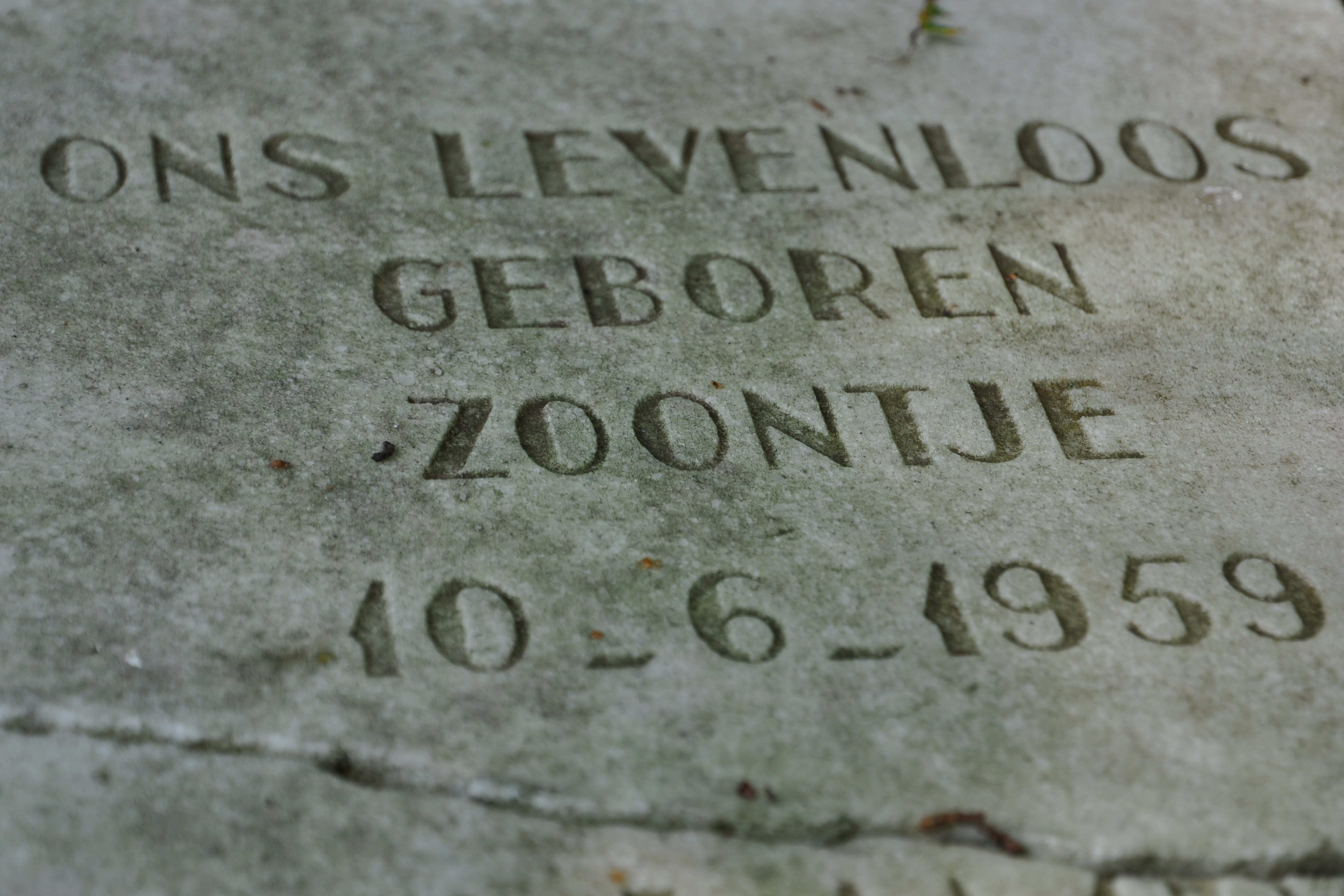
Kindergrafje
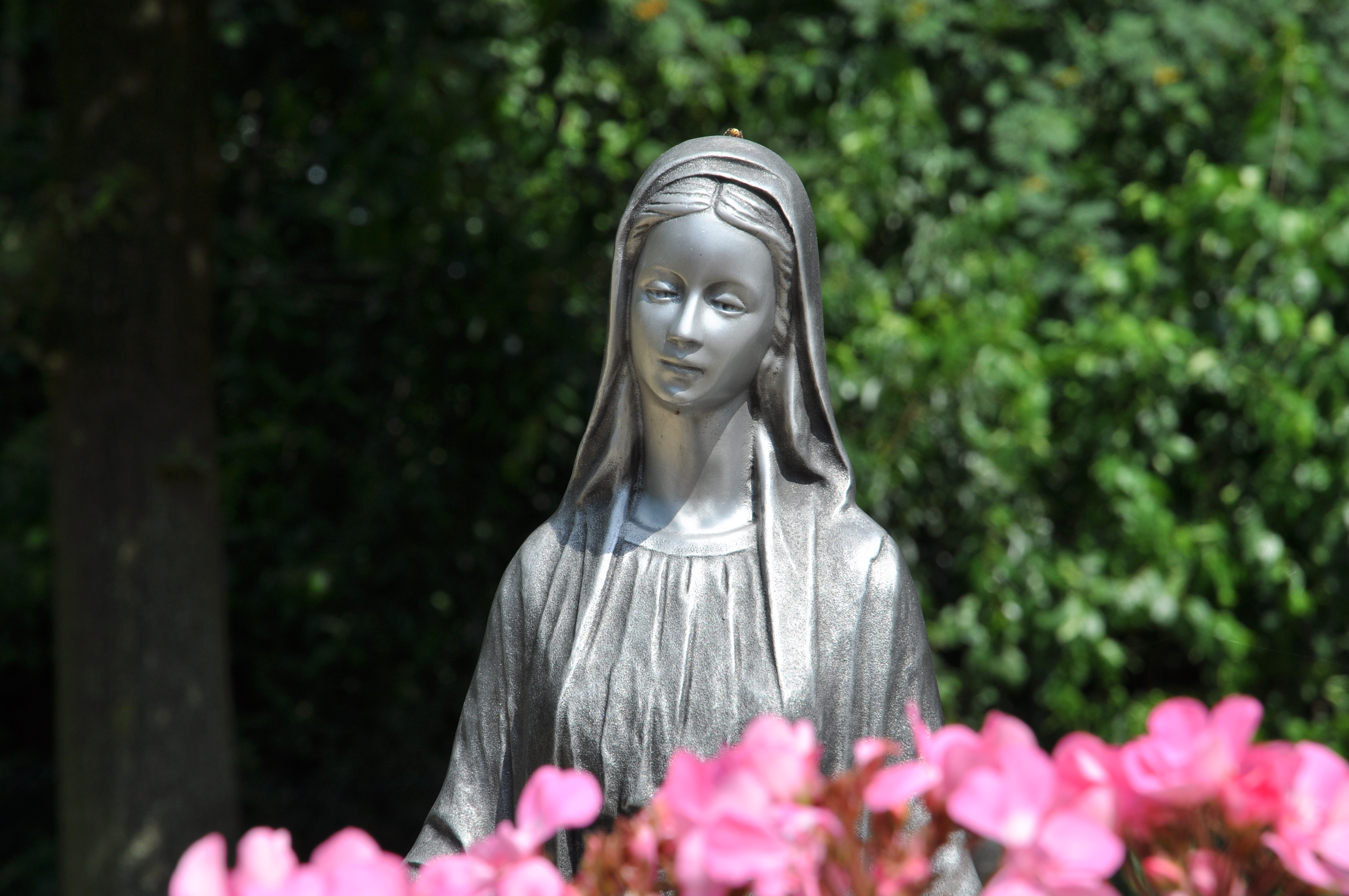
Mariabeeld op een graf
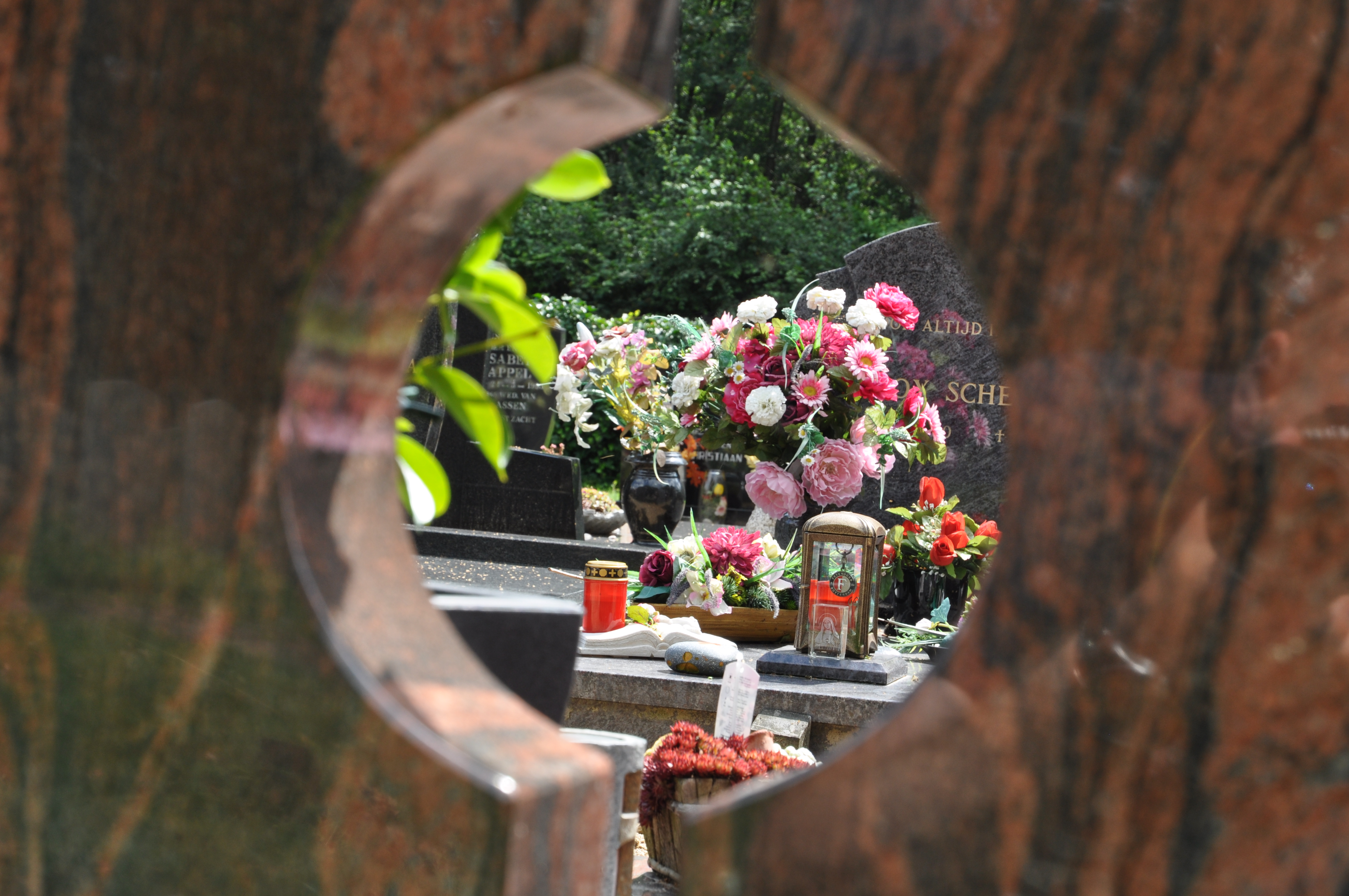
Doorkijkje door grafsteen met gat
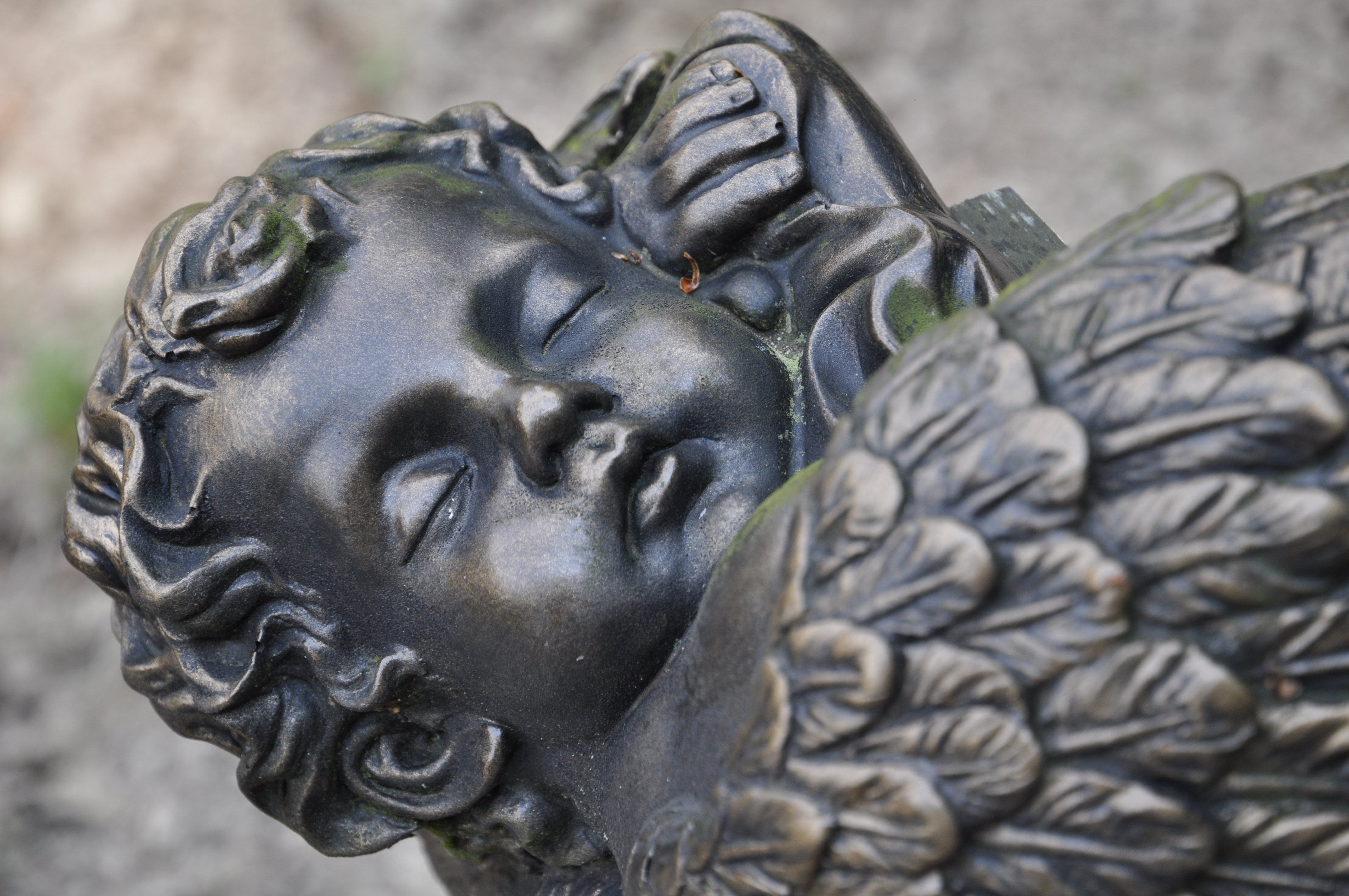
Beeld van engel op een graf
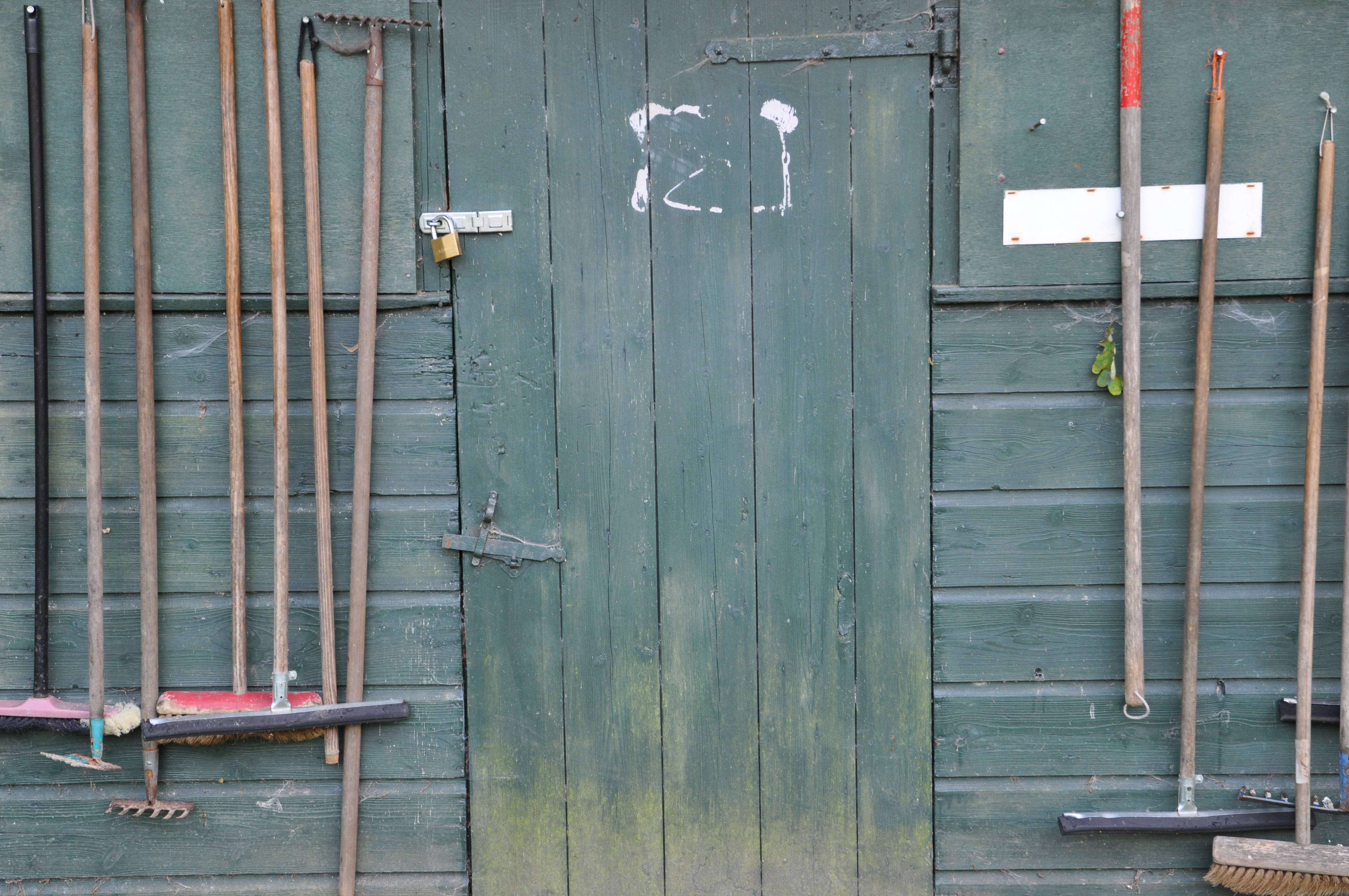
Huisje met tuingereedschap
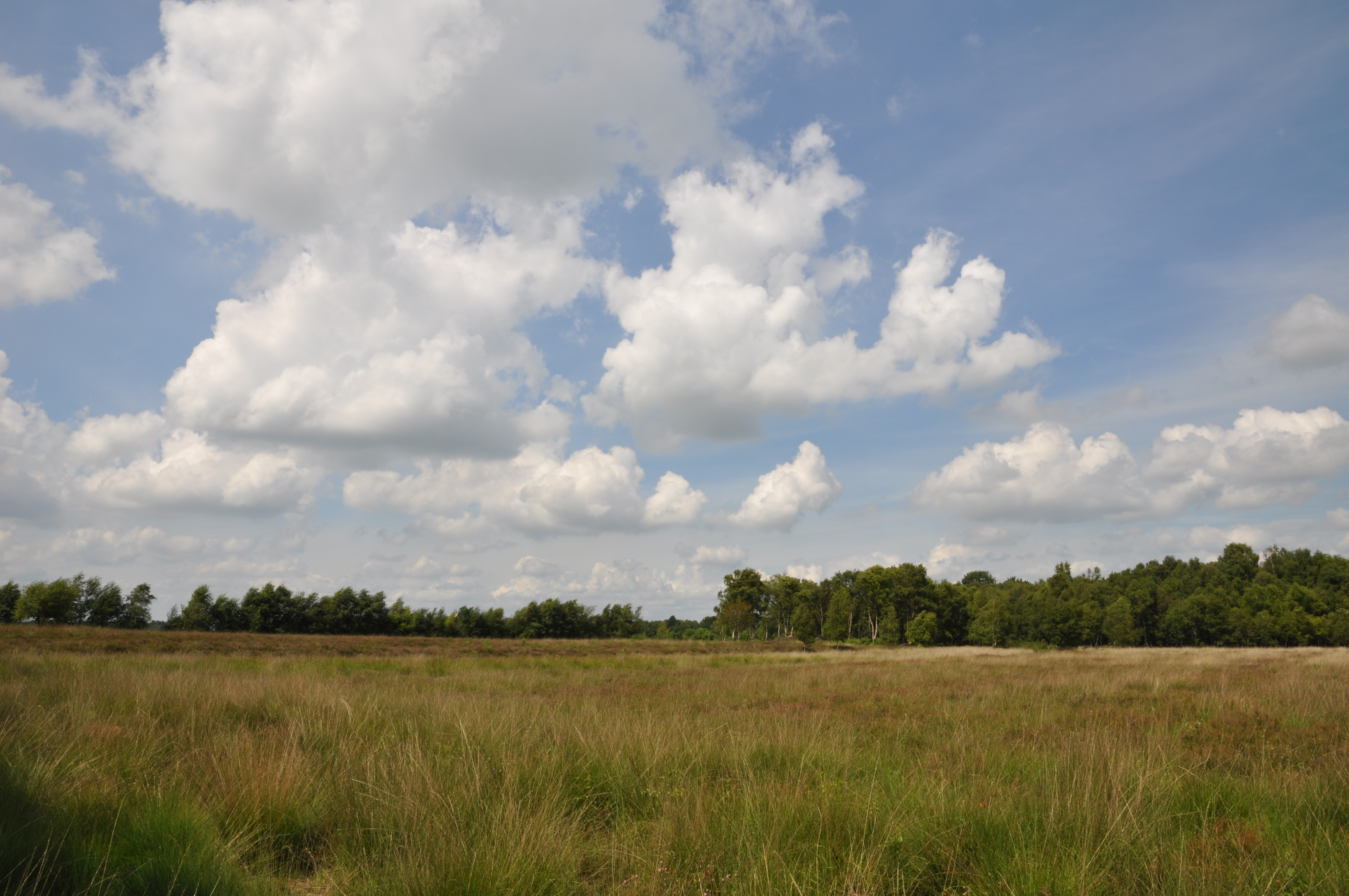
Zicht op het Bargerveen